# Arxama subcervinalis
Arxama subcervinalis là một loài bướm đêm trong họ Crambidae.